# Piräus-Maler

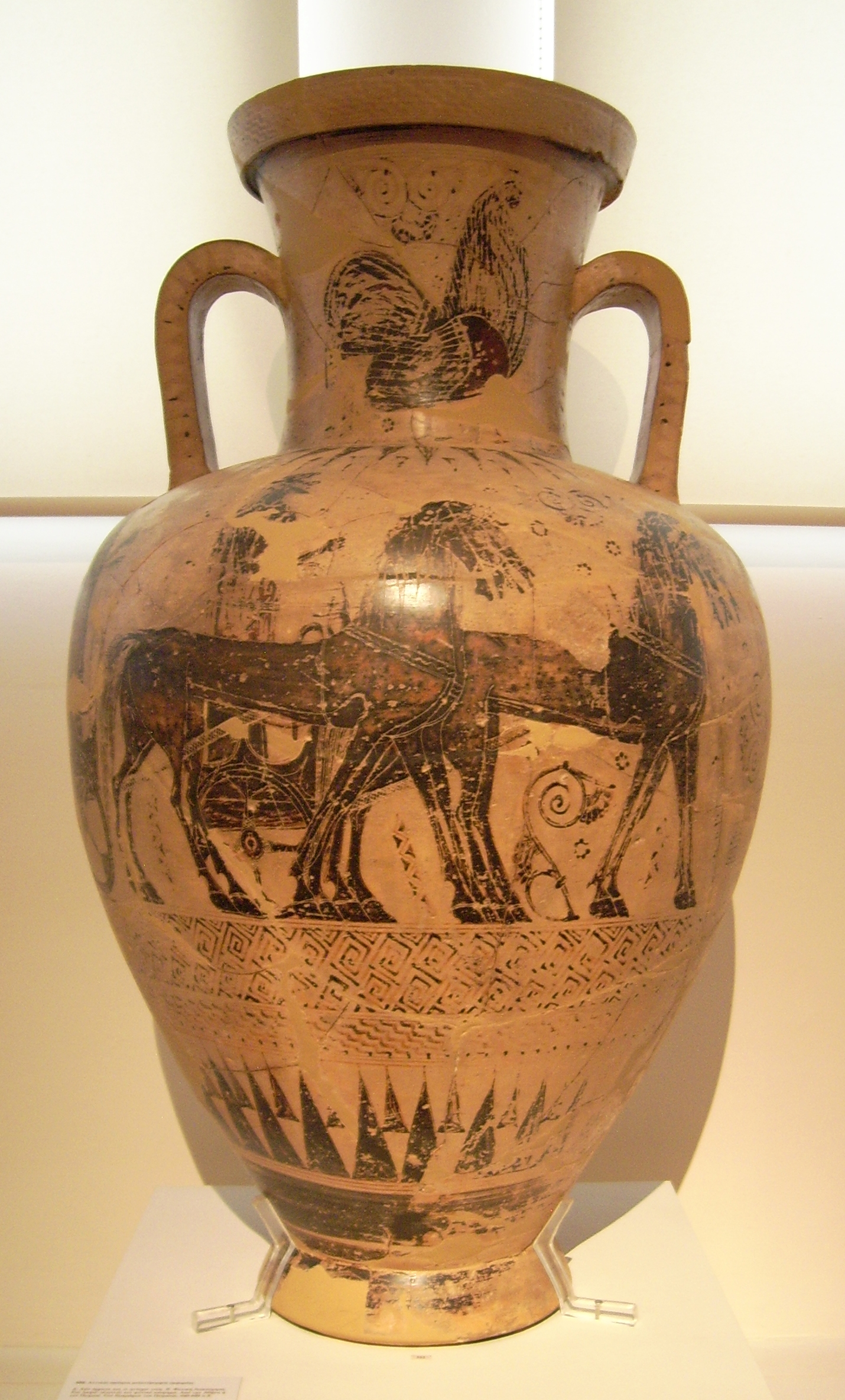
Frühe attisch-schwarzfigurige Amphora des Piräus-Malers, um 640/20 v. Chr., gefunden in Athen oder Piräus, Archäologisches Nationalmuseum Athen

Der Piräus-Maler war einer der ersten attischen schwarzfigurigen Vasenmaler. Er war zwischen 630 und 600 v. Chr. tätig.
Der Piräus-Maler war ein Zeitgenosse des Nessos-Malers, an dessen Bedeutung und künstlerische Klasse er jedoch nicht heranreichte. Seine Namenvase, von der er seinen Notnamen erhielt, die Halsamphora Athen, Nationalmuseum 353, wurde in Piräus gefunden. Bei dieser Vase ist vor allem die zu einer Volute und einer Schnecke stilisierte Lefze des dargestellten Löwen zu erwähnen. Löwendarstellungen waren zu dieser Zeit recht populär, sie fanden sich auch bei anderen Malern der Zeit wie dem danach benannten Löwen-Maler und dem Gorgo-Maler. Abgesehen von seinen Tierdarstellungen, die ein sicheres Gefühl von Anlage und Proportionen erkennen lassen, sind seine Figuren noch sehr steif und unbeholfen dargestellt.